# Pekings centrala finansdistrikt

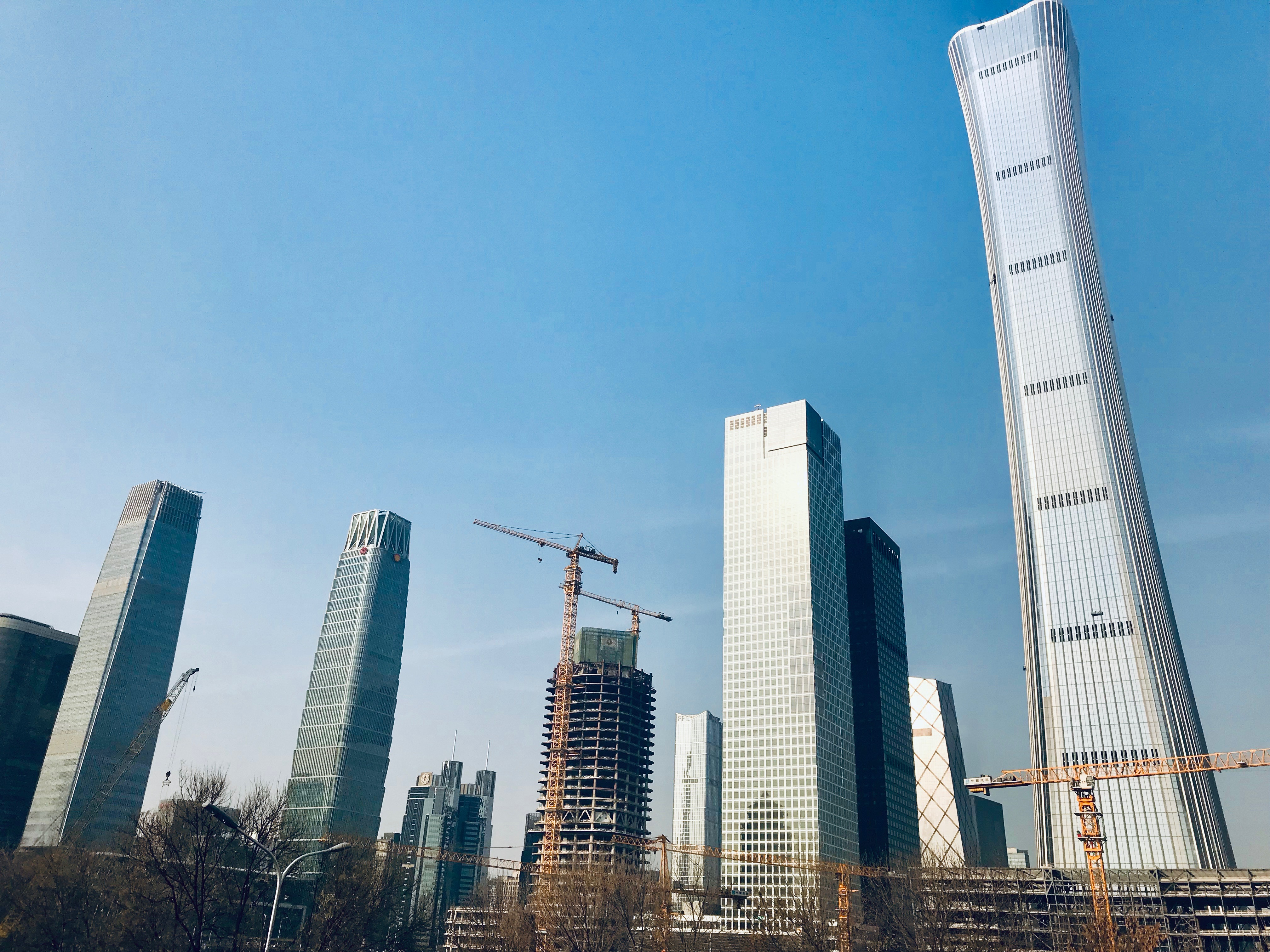
Pekings centrala finansdistrikt (januari 2019). Från vänster: China World Trade Center Tower III, China World Trade Centre Phase 3B, Samsung China Headquarters och China Zun.

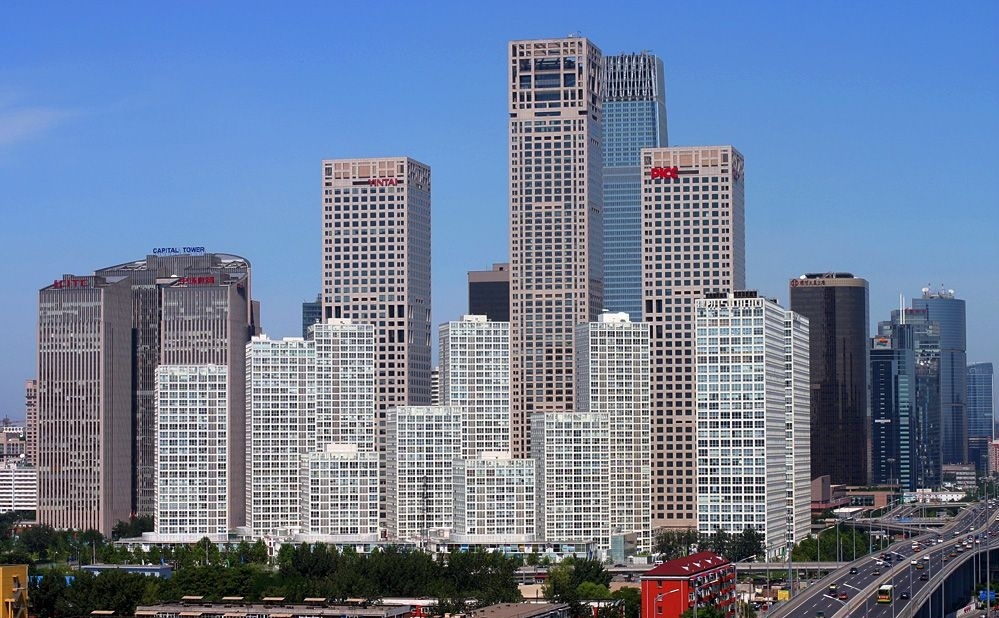
Sydöstra delen av Pekings centrala finansdistrikt.

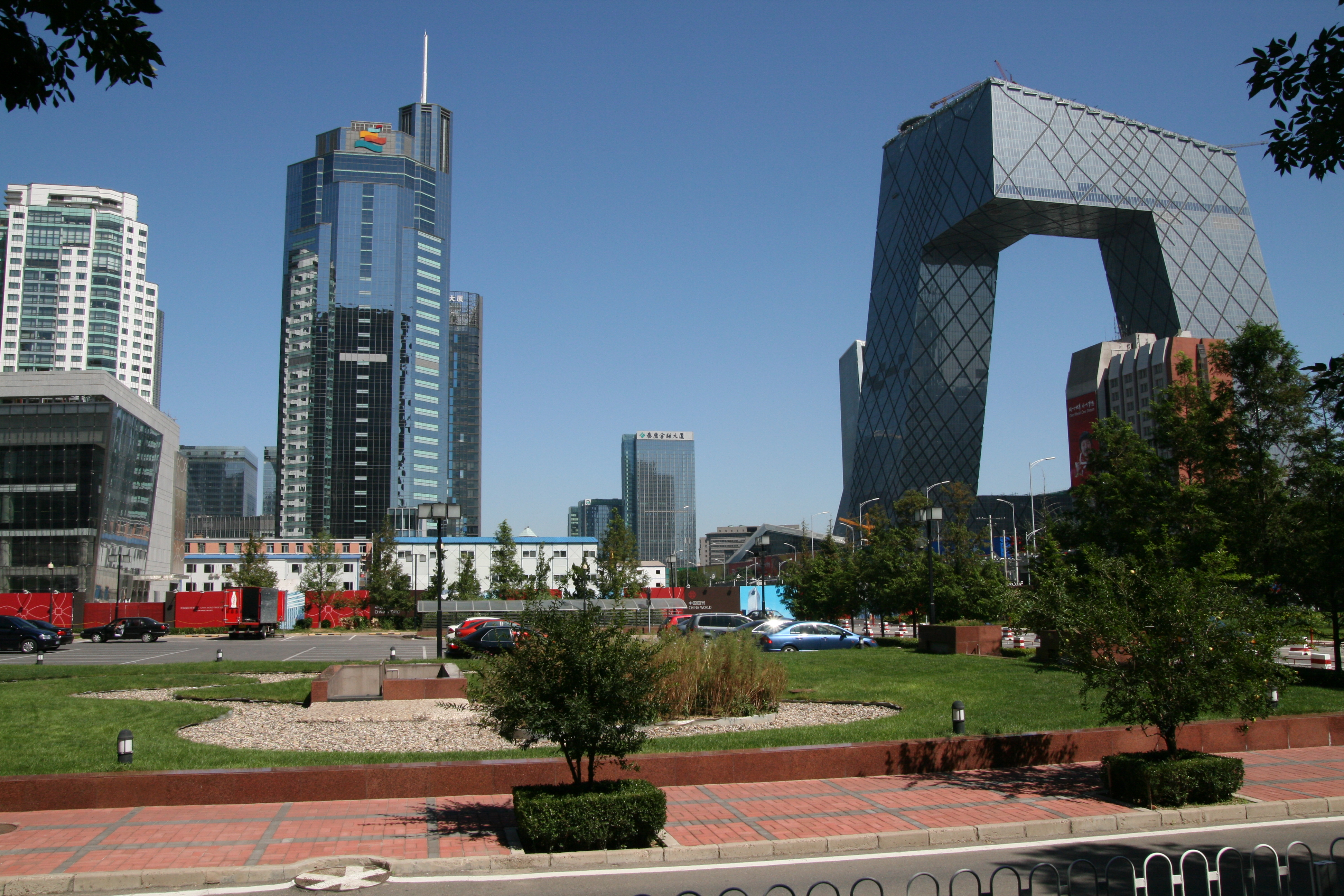
CCTV:s huvudkontor i Pekings centrala finansdistrikt.

Pekings centrala finansdistrikt i centrala Peking. Lila färg anger första etappen på 3,99 km², och grön färg utökningen med 3 km².

Pekings centrala finansdistrikt eller Beijing CBD (北京商务中心区; Běijīng shāngwùzhōngxīnqū) är Pekings största finansdistrikt. I Pekings centrala finansdistrikt finns en dominerande del av stadens internationella och multinationella organisationer, handelskammare och huvudkontor. Det centrala området av Pekings centrala finansdistrikt är känt som Guomao.
På 1990-talet började utländska företag etablera sig i östra Peking och 1993 blev konceptet Beijing Central Business District (CBD) godkänt som en del i Beijing Urban Master Plan (1991–2010). 3,99 km² dedikerades för distriktet. 2009 presenterades planerna för en expansion öster ut med ytterligare 3 km².  2010 initierades en plan på att uppföra 17 skyskrapor på området med höjd från 50 till 500 m där China Zun skulle bli den högsta, och i augusti 2017 nådde China Zun sin fulla höjd på 528 m.
Distriktet upptar totalt 7 km² i Chaoyangdistriktet i östra Peking och begränsas i söder av Tonghuifloden, i norr av Norra Chaoyangavägen (北朝阳路), i väster av  Dongdaqiaovägen (东大桥路) och mot öster fram till östra Fjärde ringvägen.
I april 2018 meddelade Pekings myndigheter att höjden på nya byggnader i Pekings centrala finansdistrikt är begränsad till 180 m. Restriktionen påverkar åtta föreslagna byggnader i affärsdistriktet Guomao.

## Skyskrapor i Pekings centrala finansdistrikt (urval)
- China Zun
- China World Trade Center Tower III
- CCTV:s huvudkontor